# 사랑×사랑=∞(인피니티) ~사랑하는 소녀가 할 수 있는 것~
사랑×사랑=∞(인피니티) ~사랑하는 소녀가 할 수 있는 것~(恋×恋=∞(いんふぃにてぃ) ~恋する乙女にできること~)은 일본의 PeasSoft에서 개발한 어덜트 게임이다.

## 개요
일본의 PeasSoft사에서 개발한 어덜트 게임이며, 2013년 9월 27일에 발매했다.

## 스토리
학원의 유명인으로 학교의 아이돌인 나호가 만든 "연애 응원 위원회"는 멤버인 주인공 후마와 선배 아야네, 그리고 여동생 나기사와 함께 사랑하는 남려를 무리하게 응원한다. 그리고 학교에 전해지는 "연애의 전설"의 부활을 목표로 해서 나호의 일행은 움직이기 시작한다. 그것은 그녀들에게 찾아올 "진짜 사랑을 하는 것"의 소중함을 알기 위한 시련이며, 소년소녀들의 따뜻한 사랑이야기의 시작이기도 하다.

## 등장인물

### 주인공
카야노 후마(茅野 楓真)
성우 - 없음

### 메인 히로인
아마카케 나호(天翔 奈穂)
성우 - 키타미 릿카(北見 六花)
히메카미 아야네(媛守 彩音)
성우 - 히라노 쿄코(平野 響子)
카야노 나기사(茅野 渚)
성우 - 키무라 리카(木村 りか)
크리스티나·아이미·레이븐스크로프트(クリスティーナ·愛美·レイヴンズクロフト)
성우 - 마츠다 리사(松田 理沙)

### 서브 캐릭터
카야노 히나리(茅野 妃那莉)
성우 - 토노 소요기(遠野 そよぎ)
유메미야카와 오토하(夢宮川 音羽)
성우 - 나루세 미아(成瀬 未亜)
콘고 이사미(金剛 伊佐美)
성우 - 아유카와 미나(歩河 みぃな)
릴리(リリィ)
성우 - 나루세 미아(成瀬 未亜)
히메카미 미네(媛守 美音)
성우 -나나세 유카(七瀬 ゆか)

## 주제가
오프닝 - 베이비 메이비(ベイビーメイビー)
작사/작곡/편곡 - Jumble Records 노래 - 나나세 유카(七瀬 ゆか)

## 스태프
- 원화/캐릭터디자인 - 미쓰이 마나(みつい まな), 하세가와 유키(長谷川 ユキ)
- 서브원화/캐릭터디자인 - 하토리 삐요코(羽鳥 ぴよこ), 미즈사와 미모리(水沢 深森)
- SD캐릭터 - 오카(陸)
- 시나리오 - 후지와라 곤타로(藤原 権太楼), 미야무라 유(宮村 優), 센야(センヤ)
- BGM제작 - Jumble Records